# Stylosanthes guianensis
Stylosanthes guianensis es una especie de planta floral del género Stylosanthes, categorizada en la tribu Dalbergieae, de la subfamilia Faboideae.

## Distribución
Especie nativa de Argentina, Belice, Bolivia, Brasil, Colombia, Costa Rica, El Salvador, Guayana Francesa, Guatemala, Guyana, Honduras, México, Nicaragua, Panamá, Paraguay, Perú, Surinam, Uruguay y Venezuela. Introducida en Angola, Bangladés, Benín, Burkina Fas, Burundi, Camerún, República Centroafricana, Chad, China, Congo, islas Cook, Gabón, Ghana, Guinea, India, Kenia, Madagascar, Malaui, Mauricio, Nepal, Nueva Caledonia, Nueva Guinea, Nigeria, Puerto Rico, Australia, Ruanda, Reunión, Sierra Leona, Sri Lanka, Tanzania, Tailandia, Togo, Trinidad y Tobago, Uganda, Zambia, Zaire y Zimbabue. Crece en el bioma tropical.

## Taxonomía
Fue descrita por (Aubl.) Sw.
Tratamiento taxonómico
La especie aparece registrada y publicada en Kongl. Vetenskaps Academiens Handlingar 1789: 296 (1789).